# Pg. 99
Pg. 99 (även pageninetynine) var ett screamoband från Sterling, Virginia i utkanterna av Washington D.C. i USA. Bandet skapades vintern 1998 och hade då sex medlemmar; de expanderade dock snabbt till åtta medlemmar. Under sin tid har Pg. 99 bytt medlemmar kontinuerligt, en period hade de så många som 14 medlemmar. Bandet splittrades i maj 2003.

## Medlemmar
- Chris Taylor - Sång
- Blake Midgette - Sång
- Mike Taylor - Gitarr
- Jonny Ward - Trummor
- Cory Stevenson - Bas
- TL Smoot - Bas
- George Crum - Gitarr
- Brandon Evans - Bas
- Jonathan Moore - Gitarr
- Kevin Longendyke - Bas
- Mike Casto - Gitarr

## Diskografi
- Document #1 - Demo tape (själv-släppt, 1999)
- Document #2 - Split 7" med Enemy Soil (Sacapuntas Records, 1999)
- Document #3 - Split 7" med Reactor No. 7 (Robodog Records, 1999)
- Document #4 - Tour 6" (Robodog Records, 1999)
- Document #5 - Första fullängds LP/CD (Reptilian Records, 2000)
- Document #6 - Split 7" med Process is Dead (Witching Hour Records, 2000)
- Document #7 - LP/CD (Magic Bullet Records/Happy Couples Never Last, 2001)
- Document #8 - LP/CD (Robotic Empire/Electric Human Project/Scene Police, 2001)
- Document #9 a.k.a. A Split Personality - Split 7" med City of Caterpillar (Level Plane Records, 2001)
- Document #10 a.k.a. Do You Need A Play To Stay? - Split Live LP/CD med Waifle (Magic Bullet Records, 2001)
- Document #11 - 7" Omsläpp av Documents #3 och #4 (Robotic Empire, 2002)
- Document #12 - Split CD/LP med Majority Rule (band)|Majority Rule (Magic Bullet Records, 2002)
- Document #13 a.k.a. Pyramids in Cloth - Split 7" med Circle Takes the Square (Perpetual Motion Machine Records, 2002)
- Document #14 a.k.a. Singles - CD innehållandes alla vinyl/compilation/demo spår (Reptilian Records, 2003)